# Kathryn Harrison
Kathryn Harrison (ur. 1961 w Los Angeles) – amerykańska pisarka.
Uwiedziona przez własnego ojca, gdy miała 20 lat, co opisała we wspomnieniach pod tytułem "The Kiss" (1997, "Pocałunek").
Pochodzi z rodziny o żydowskich korzeniach. Napisała sześć powieści, trzy tomy wspomnień, relację z podróży, biografię. Jest także recenzentką. Mieszka w Nowym Jorku.
W Polsce wydano pięć jej książek.